# Unde, cândva, suave păsări cântătoare...
Unde, cândva, suave păsări cântătoare... (1974) (titlu original Where Late the Sweet Birds Sang) este un roman science fiction scris de Kate Wilhelm. Fragmente din el au apărut în 1974 în Orbit 15. În 1976 a fost nominalizat la premiul Nebula, iar în 1977 a câștigat premiul Hugo pentru "Cel mai bun roman". Titlul cărții este un citat din Sonetul 73 al lui William Shakespeare.
| That time of year thou mayst in me behold When yellow leaves, or none, or few, do hang Upon those boughs which shake against the cold, Bare ruin'd choirs, where late the sweet birds sang. In me thou seest the twilight of such day As after sunset fadeth in the west, Which by and by black night doth take away, Death's second self, that seals up all in rest. In me thou see'st the glowing of such fire That on the ashes of his youth doth lie, As the death-bed whereon it must expire Consumed with that which it was nourish'd by. This thou perceivest, which makes thy love more strong, To love that well which thou must leave ere long. William Shakespeare | În mine vezi tu anotimpul cậnd Foi galbene pe crengi murind se zbat, Pe arcul lor in geruri tremurậnd Vechi coruri unde păsări au cậntat, In mine vezi murind al serii ceas Cậnd soarele-ntậrzie-n asfințit Și noaptea, sora morții, pas cu pas In beznă totul a pecetluit. In mine vezi un foc arzậnd pustiu Pe-a lui cenușă și-i sleit in ea Și leagănul luminii i-e sicriu Și mistuie puterea ce-l hrănea. Tu vezi și mai puternic m-ai cuprins Vrậnd sa iubești ce mậine fi-va stins. (trad. Nicolae Pintilie) |

Versiunea românească a apărut în 1994 la editura Pygmalion, în traducerea lui Mihai Samoilă. Traducerea fidelă a pasajului din Sonetul 73 ar fi fost lipsită de sens în afara contextului, astfel că propunerea traducătorului pentru titlu a fost Cântec de lebădă, deoarece păstra lirismul și sensul tragic al citatului și respecta confortul cititorului, căruia i se oferea un titlu accesibil, ușor de ținut minte și de comunicat. Alegerea titlului ediției românești a aparținut în final editorului.

## Intriga
Marile schimbări climaterice și epidemiile mondiale, atribuite poluării pe scară largă, au cauzat colapsul civilizației pe glob. Membrii unei familii numeroase pun bazele unei comunități izolate, căutând să facă față catastrofei iminente, dar descoperă că bolile și alte probleme i-au făcut sterili. Descoperind că sterilitatea este reversibilă după mai multe generații de clonări, ei se clonează estimând că, după un număr suficient de generații de clone, fertilitatea va reveni, iar reproducerea se va realiza din nou pe cale normală. Dar, când clonele cresc, ele resping ideea reproducerii normale în favoarea continuării clonării. Membrii inițiali ai comunității, bătrâni și depășiți numeric de clone, sunt obligați să accepte noua ordine socială.
Pe măsura trecerii timpului, noile generații de clone elimină ideea de individualitate din structura lor socială. Fiind clonate în grupuri de 4-10 indivizi, ele cresc într-o strânsă dependență una de alta și își pierd individualitatea, câștigând în schimb un simț empatic. În urma unei expediții desfășurate pentru a găsi materiale în ruinele unui oraș din apropiere, o femeie își recâștigă individualitatea; împreună cu un alt participant la expediție, ea face un copil, pe care îl numește Mark. Când este descoperită existența copilului, părinții lui sunt excluși din comunitate. Crescând, Mark descoperă că unicitatea îi conferă individualitate și capacitatea de a trăi departe de comunitate, lucru de care clonele sunt incapabile. Conducătorii comunității observă că ultimele generații de clone își pierd creativitatea, devenind incapabile să găsească noi soluții la probleme. În același timp, ei își dau seama că lipsa tot mai acută de echipamente de înaltă tehnologie va duce la pierderea abilității continuării procesului de clonare.
Mark, acum adolescent, vede și el aceste probleme și, în loc să conducă o expediție care să găsească noi echipamente de înaltă tehnologie, convinge un grup de oameni să părăsească acea comunitate și să înceapă o nouă viață, cu un nivel mai scăzut și ușor sustenabil de tehnologie. La sfârșitul cărții, el revine după 20 de ani la locul vechii comunități, doar pentru a vedea că, incapabile să se adapteze, clonele non-creative au fost sortite pierii. El pleacă înapoi în comunitatea căreia i-a pus bazele, o comunitate care se dezvoltă cu ajutorul copiilor produși pe cale naturală.

## Premii și nominalizări
- nominalizare pentru Premiul Nebula 1976[1]
- Premiul Hugo - 1977[2]
- Premiul Locus - 1977[2]
- Premiul Jupiter - 1977[3]